# Always Got Tonight
Always Got Tonight (en español: Siempre tenemos esta noche) es el octavo álbum de estudio del cantautor estadounidense Chris Isaak. Fue publicado el 12 de febrero de 2002 a través del sello discográfico Reprise.
Luego de protagonizar la primera temporada de su programa The Chris Isaak Show en Showtime, el álbum incluye la canción principal del show «American Boy» y el sencillo líder «Let Me Down Easy».
Según registros de Nielsen SoundScan en agosto de 2006, el álbum ha vendido 340 000 copias sólo en Estados Unidos.

## Contexto
Luego de completar sus compromisos de conciertos, Isaak y su banda se dedicaron a otros proyectos. En una entrevista con el guitarrista Hershel Yatovitz, este mencionaba un proyecto televisivo en una sitcom dramática como parte de Silvertone, siendo creado por los escritores de la serie Northern Exposure y con una fecha inicial de transmisión para diciembre de 2000 con capítulos de una hora de duración.
Una vez completado los primeros capítulos del sitcom, las grabaciones para nuevo material musical fueron pasando por distintas ciudades del país, desde San Francisco hasta Vancouver, mientras la producción musical estuvo a cargo de John Shanks como reemplazo de su colaborador usual Erik Jacobsen; algo que Isaak describe como «[la sensación] de tener una nueva novia». Como promoción, se embarcaron en su primera gira nacional desde 1999.

## Lista de canciones
Todas las canciones escritas y compuestas por Chris Isaak, excepto «Cool Love» junto a John Shanks. 
| N.º   | Título                 | Duración |  |
| 1.    | «One Day»              | 4:26     |  |
| 2.    | «Let Me Down Easy»     | 4:08     |  |
| 3.    | «Worked It Out Wrong»  | 3:48     |  |
| 4.    | «Courthouse»           | 3:21     |  |
| 5.    | «Life Will Go On»      | 3:07     |  |
| 6.    | «Always Got Tonight»   | 3:50     |  |
| 7.    | «Cool Love»            | 3:45     |  |
| 8.    | «Notice the Ring»      | 3:47     |  |
| 9.    | «I See You Everywhere» | 3:23     |  |
| 10.   | «American Boy»         | 2:51     |  |
| 11.   | «Somebody to Love»     | 2:36     |  |
| 12.   | «Nothing to Say»       | 4:41     |  |
| 43:50 |                        |          |  |

## Personal
- Chris Isaak – Artista principal, guitarra.
- Hershel Yatovitz – Guitarra.
- Rowland Salley – Bajo.
- Kenney Dale Johnson – Batería.
- Millie Seeboth, Minnie Driver – Voces de apoyo.
- Patrick Warren – Arreglo de cuerdas en «Cool Love».
- Abraham Laboriel, Jamie Muhoberac, Jimmy Pugh, John Shanks, Lenny Castro, Matt Eakle, Patrick Warren, Paul Bushnell, Steve Ferrone – Músicos adicionales.

## Posicionamiento en listas
| Listas (2002)                  | Mejor posición |
| ------------------------------ | -------------- |
| Alemania (Offizielle Top 100)  | 61             |
| Australia (ARIA Charts)        | 12             |
| Bélgica (Ultratop Flanders)    | 41             |
| Estados Unidos (Billboard 200) | 24             |
| Francia (SNEP)                 | 120            |
| Nueva Zelanda (RIANZ)          | 12             |
| Reino Unido (UK Albums)        | 155            |
| Suecia (Sverigetopplistan)     | 45             |

## Certificaciones
| País (Certificador) | Certificación | Ventas certificadas |
| --- | ------------- | ------------------- |
| Australia (ARIA) | Oro           | 35 000*             |
| ^cifras de envíos basadas únicamente en la certificación xcifras no especificadas basadas únicamente en la certificación |               |                     |